# Muravera
Muravera (sardinski: Murèra) je grad i općina (comune) u pokrajini Južnoj Sardiniji u regiji Sardiniji, Italija. Nalazi se na nadmorskoj visini od 9 metara i ima 5 262 stanovnika.
 Prostire se na 93,51 km². Gustoća naseljenosti je 56 st/km².
Susjedne općine su: Castiadas, San Vito i Villaputzu.